# Stadskerk (Groningen)
De Stadskerk is een kerkgebouw van de Vrije Baptistengemeente aan de Friesestraatweg  in de stad Groningen. De kerk is gevestigd in het westelijk deel van de voormalige Melkfabriek De Ommelanden. Het kerkgebouw werd in 2012 betrokken, na een verbouwing van 1,3 miljoen euro, grotendeels opgebracht uit de verkoop van de voormalige locatie de Stadsparkkerk en uit giften van gemeenteleden.
Het gebouw biedt onderdak aan een grote zaal, waar ruimte is voor ongeveer 1500 gelovigen, en tal van andere ruimten, waaronder ook een boekhandel en een voorziening voor kinderopvang. Daarnaast is er een Huis van Gebed welke voor gemeenteleden 24/7 is te gebruiken. De ruimtes in het gebouw kunnen worden gehuurd en worden, aldus, bijvoorbeeld gebruikt voor colleges van de Rijksuniversiteit Groningen en de uitvoering van het Rijksvaccinatieprogramma in de stad Groningen.